# Svetulka Island
Svetulka Island (englisch; bulgarisch остров Светулка ostrow Swetulka) ist eine felsige, 150 m lange und 90 m breite Insel im Archipel der Südlichen Shetlandinseln. Sie ist die nördlichste der Onogur-Inseln vor der Nordwestküste von Robert Island und liegt 0,52 km nordwestlich des Shipot Point, 1,3 km ostsüdöstlich von Cornwall Island und 1,74 km südöstlich von Rogozen Island. Von Osenovlag Island trennt sie eine 20 m breite Meerenge.
Britische Wissenschaftler kartierten sie 1968, bulgarische 2009. Die bulgarische Kommission für Antarktische Geographische Namen benannte sie 2013 nach der Ortschaft Swetulka im Süden Bulgariens.